# 히라오 도시키
히라오 도시키(일본어: 平尾 駿輝, 2003년 8월 12일~)는 일본의 축구 선수이다.

## 구단 경력
그는 2022년 J3리그의 카탈레 도야마에 입단했다. 2024년 J3리그 3위를 기록하여 J2리그로 승격했다.